# Gavorrano
Gavorrano és un municipi situat al territori de la província de Grosseto, a la regió de la Toscana, (Itàlia).
Limita amb els municipis de Castiglione della Pescaia, Grosseto, Massa Marittima, Roccastrada i Scarlino.
Pertanyen al municipi les frazioni de Bagno di Gavorrano, Caldana, Castellaccia, Filare, Giuncarico, Grilli i Ravi

## Galeria

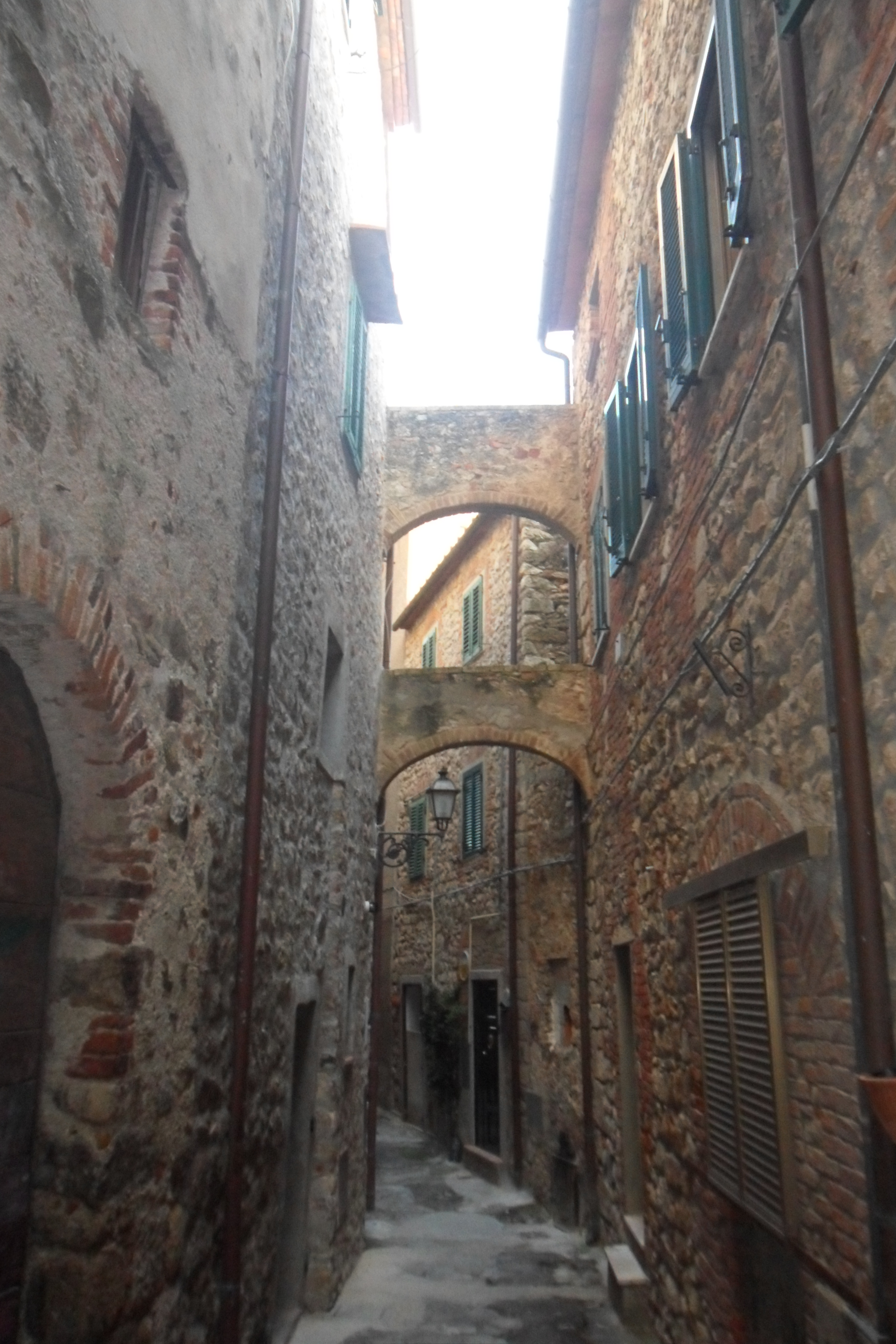
Carrer de Gavorrano
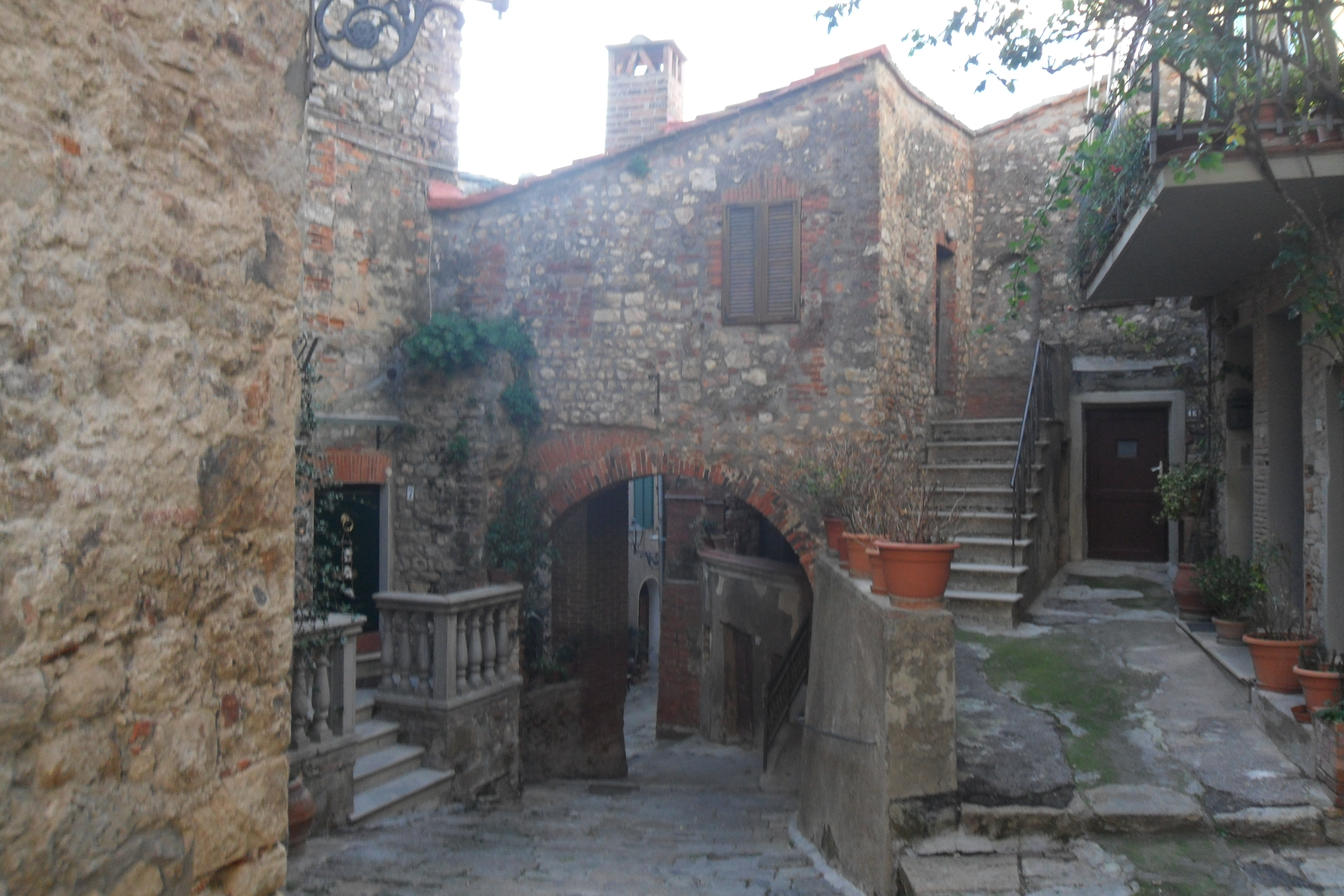
Carrer
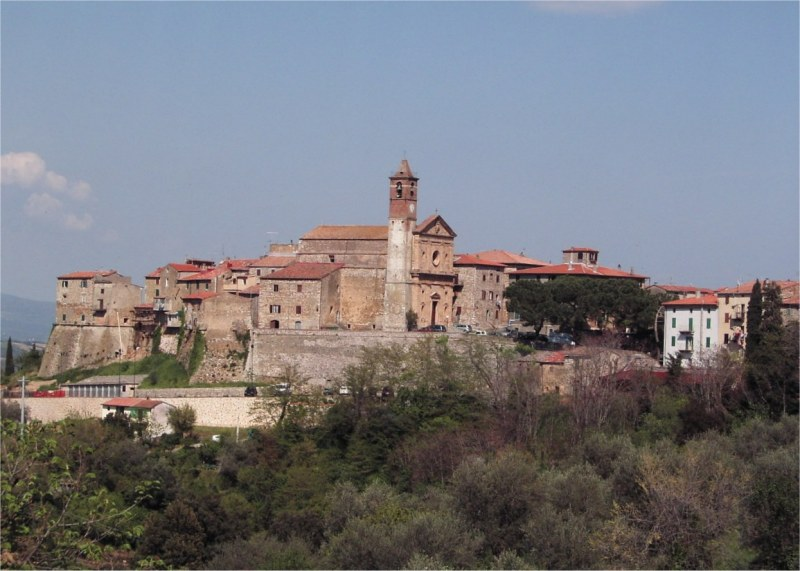
Caldana
Localització de Gavorrano a la província de Grosseto